# Самурай Джак
„Самурай Джак“ (на английски: Samurai Jack) е американски анимационен сериал, по идея на Генди Тартаковски и се излъчва от 2001 до 2004 г. по Картун Нетуърк.
Първоначално има планове сериалът да бъде продължен с пълнометражен филм, продуциран от Bad Robot Productions на Джей Джей Ейбрамс и Frederator Films, но те не се осъществяват.
На 2 декември 2015 г. е обявено, че нов сезон на сериала ще започне през 2017 г. по Adult Swim. Премиерата му се състои на 11 март 2017 г. Сезонът има 10 епизода, които довършват историята на сериала. Финалният сезон не е излъчен в България.

## Резюме
Сериалът проследява живота и невероятните случки в него на героя Джак. Историята започва, представяйки ни щастливия живот на Джак като дете в далечното минало. Той е син на император и се радва на хубаво детство. Ала един ден се появява Аку (зъл демон от друго време и пространство), който се опитва да изпепели всичко живо. Майката на Джак успява да го изведе от водещата се битка заедно с един свещен меч (единственото оръжие, което може да нарани демона), даден от баща му. След дълги години, минали в обучение, Джак се завръща да отмъсти на Аку и почти успява. Точно преди да нанесе последния удар, Аку успява да го запрати в бъдещето, където той вече е станал господар и тиранин. Време, изпълнено с чудати създания – роботи, извънземни същества и свръхестествени сили. Главното действие проследява именно опитите на Джак да намери начин да се върне в своето време и да сложи край на тиранията на Аку.

## „Самурай Джак“ в България
В България сериалът започва излъчване на 9 февруари 2008 г. по Нова телевизия, всяка събота и неделя от 08:00, а от 8 март се излъчват по две серии дневно от 08:00 по програма, но в действителност от 07:55. След първи сезон започва втори и завършва на 5 април. На 6 декември започва трети сезон с разписание всяка събота от 09:00. След трети сезон започва четвърти, като последният епизод на сериала е излъчен на 30 май 2009 г. Ролите се озвучават от артистите Вилма Карталска от първи до трети сезон, Поликсена Костова в четвърти, Христо Узунов и Тодор Николов.
На 18 февруари 2010 г. започва повторно излъчване на четвърти сезон по Диема Фемили.
Сериалът дебютира по локалната версия на Cartoon Network през 2002 г. на английски, а от 1 октомври 2009 г. започва излъчване на български, всеки ден от 19:25. Дублажът е синхронен и е на студио 1+1. Повторения на сериала продължават до 2014 г.
През март 2022 г. всички епизоди на сериала са добавени в българската версия на HBO Max, заедно с неизлъчения пети сезон. Преводът е само със субтитри.

### Синхронен дублаж
| Роля          | Изпълнител |
| ------------- | --- |
| Самурай Джак  | Ненчо Балабанов |
| Аку           | Петър Върбанов |
| Шотландеца    | Стоян Цветков |
| Други гласове | Стефан Стефанов Сава Пиперов Кирил Бояджиев Здрава Каменова Живко Джуранов Веселин Калановски Живко Станев Константин Трендафилов |

| Обработка           | Студио 1+1       |
| ------------------- | ---------------- |
| Преводач            | Николина Петрова |
| Режисьор на дублажа | Ваня Иванова     |
| Тонрежисьор         | Недко Гигов      |